# Hemicloea tasmani
Espèce
Hemicloea tasmani est une espèce d'araignées aranéomorphes de la famille des Trochanteriidae.

## Distribution
Cette espèce est endémique de Tasmanie en Australie.

## Description
La femelle holotype mesure 10,5 mm.
Le mâle décrit par Hickman en 1967 mesure 10,0 mm et la femelle 13,0 mm.

## Publication originale
- Dalmas, 1917 : Araignées de Nouvelle-Zélande. Annales de la Société Entomologique de France, vol. 86, p. 317-430 (texte intégral).